# 정두언
정두언(鄭斗彦, 1957년 3월 6일 ~ 2019년 7월 16일)은 대한민국의 정치인이다. 이명박의 측근으로 서울특별시 정무부시장과 제17·18·19대 국회의원을 역임하였다.

## 생애

### 어린 시절
정두언은 1957년 3월 6일에 서울에서 넷째 아들로 태어났다. 아버지는 해방 후 만주에서 귀국하여 사촌 형의 인연으로 서울에 정착하게 되었다.
신민당의 정치인이며 6.3 사태 당시 한일협정 반대로 국회의원직을 사퇴했던 정성태는 아버지와 같은 전라남도 광주 출신의 같은 항렬의 친척이었다. 정성태는 그의 아버지를 각별히 여겼고, 정두언 일가는 그를 큰아버지라 불렀다 한다. 후에 족숙인 정성태를 자신에게 영향을 준 인물로 지목했다. 정성태는 한민당과 신민당 등 민주당계 야당에서 활동하던 야당 정치인으로 민주당 구파에 속했다. 정성태는 자신의 보성전문학교 재학 당시의 스승이었던 설산 장덕수의 권유로 한국민주당에 입당하였으며 박정희의 3선 개헌에 반대하여 광주에서 서울까지 걷는 천리도보로도 유명했고, 6.3 사태 때 한일 협정에 반대하여 국회의원직을 사퇴했다. 1969년 8월 31일 광주에서 ‘3선 개헌반대 천리길 헌정수호행진’을 시작해 11일 동안 걸어서 서울에 진입하려다가 정사복 경찰중대에게 저지당하고 서울 삼청동 자택으로 이끌려갔던 인물로서
그의 아버지가 가까운 친척 형인 정성태 의원의 운전기사를 한 연줄로 인하여 일가가 서울로 상경하여 서울창서국민학교와 배문중학교를 졸업하였다.
정두언은 청소년기에 가정이 불우한 편이었다. 그의 어머니는 서대문 모래내 시장에 좌판을 펴서 5남매를 교육시켰다. "아버지는 늘 밖으로 도셨고 수시로 어머니를 구타했다. 나는 아버지에 대한 복수심으로 내 자신을 망가뜨리는 것이 너무 두렵고 싫어서 자기애 또는 자존심을 들어냈다."며 자신의 불우한 유년시절을 고백했다.
1972년에 경기고등학교에 진학하였다. 중학교 때부터 그는 팝송을 많이 불렀는데 화장실에서 30분에서 1시간 정도는 노래를 불렀다고 전해지나 가수의 꿈을 접고 서울대학교 무역학과에 진학하였다. 서울대학교 재학 시절 록밴드를 결성했다. 보컬그룹명은 'spirit of 1999'였는데 세기말을 염두에 둔 작명이었다. 정두언은 학과에서 스타급이었다. 술자리나 회식 또는 연수회를 가면 언제나 사회를 맡았고 분위기를 주도하였다.

### 관료 활동
그 뒤 진로를 고민하며 도서관에서 생활하던 중 대학 졸업을 앞두고 제24회 행정고시에 합격하였다. 당초 고시 성적이 우수했지만 실습점수가 0점이었다. 구청 인사 담당자와 시비가 붙자 해당 관계자가 악심을 품고 영점 처리한 것이다. 그러나 그의 재능을 알아본 다른 인사 담당자가 그를 합격시켰다. 그 뒤 행정고시와 사법시험 합격자들에게 부여되는 특혜인 장교 복무 대신 사병으로 자원 입대하여 강원도 양구의 부대에서 복무하고 육군병장으로 만기전역하였다. 그 뒤 서울대 경제학과를 졸업하고 행정 사무관시보에 임용되었다.
노태우 정무제2장관을 보좌한 것을 시작으로 이후 20여년 간 정무장관실, 문화체육부, 국무총리 행정조정실, 국무총리 비서실 등을 거쳤다. 노태우가 문화체육부장관으로 발령나자 그를 따라 문화체육부에 배속되어 올림픽 개최 지원업무를 담당하였다. 1985년 1월에는 국무총리실로 발령, 청소년대책반에서 근무했다. 그 뒤 국무총리 행정조정실장 비서관으로 있을 때 상사의 순직을 보았다.
1987년 4월에는 4.13 호헌 결사 반대 운동에 동참했다. 그 해 일주일간 휴가를 내고 KBS 방송의 드라마급 주연을 뽑는 KBS 탤런트 공채에 응시했던 4단계 최종 시험까지 합격했지만 아내와 가족들의 만류로 스스로 포기했다.
1991년 미국으로 특별 유학, 2년 간의 연수를 받았으며 이 기간 중 조지타운 대학에도 다니면서 정책학 석사 학위를 받았다. 그 뒤 국무총리 비서실로 옮겨 국무총리실 정무 비서관, 정보 비서관, 공보 비서관 등을 지냈다.

### 정치 활동
2000년에 정계에 입문하라는 이회창의 권고로 정계 입문을 결심, 사직서를 제출, 의원면직하였다. 그러나 2000년 서울 서대문구에 출마했다가 장재식 후보에게 2000표 차이로 낙선했다. 이 때의 참패로 우울증 치료를 받았다. 2001년 공무원 생활의 경험을 근거로 총리 등 행정부 고위 관료의 부끄러운 실태를 공개하고 비평한 책인 《최고의 총리 최악의 총리》를 발간하였다.
2001년 교통사고를 당해서 2개월간 병상에 입원했던 그에게 서울시장 출마를 준비하던 이명박이 찾아와서 캠프 합류를 권했다. 당시 이명박은 그에게 "공직생활 20년을 채워 연금을 타도록 해주겠다"며 영입했다고 한다. 그는 이명박의 컨셉이 시대정신에 부합한다는 판단을 내리고 서울시장 출마를 거의 혼자 준비했다. 민선 3기 이명박 서울특별시장 당선으로 서울특별시 정무부시장에 임명되어 2002년 7월 1일부터 2003년 11월 1일까지 일했다. 2003년 서울특별시 프로축구단 추진위원장에 위촉되었다.
2004년 서대문(을)구에서 17대 국회의원으로 당선되었다.
2007년 17대 대통령 선거 때 이명박 후보 캠프의 선대위 기획본부장과 전략기획 총괄팀장으로 활동하였다. 2007년 12월 이명박이 대통령에 당선되면서 17대 대통령 당선자 보좌역이 되었다.
2008년 18대 총선에 재선한다. 2010년 7․14 전당대회에서 지도부에 입성, 최고위원으로서 중도개혁과 보수혁신의 길을 주장하였고, 한나라당 여의도연구소장을 역임하였다. 2009년 가수로 4집 앨범까지 냈다.
주호영과 박형준과 함께 이명박 전 대통령의 측근이였지만, 이명박의 대선 이후 이명박과 한나라당(현 자유한국당)의 지도력에 있어서 핵심적인 인물이 되었다. 그러나, 그는 정권 초기부터 ‘형님(이상득 의원)의 권력 사유화’를 정면 거론했고, 줄기차게 당내 실세(이재오 의원)를 공격했다. 이명박 정부와 한나라당 지도부를 향해 독설을 퍼붓는 몇 안되는 한나라당 의원이었다.

### 방송 및 가수 활동
2003년부터 2009년까지 앨범을 4차례 내놓은 바 있다.
2017년부터 2019년까지 MBN 판도라에 출연하였다.

### 사망
2019년 7월 16일 서울 서대문구 홍은동 자택 인근 야산 실락 어린이공원에서 목을 매 숨진 채 발견되었다. 자택에서는 유서가 발견되었다. 7월 19일, 고인의 유해는 경기도 성남시 분당구 야탑동 분당 메모리얼 파크에 안치되었다.

## 학력
- 서울창서국민학교 졸업
- 배문중학교 졸업
- 경기고등학교 졸업
- 서울대학교 사회과학대학 경제학 학사
- 한국방송통신대학교 영어영문학 학사
- 조지타운 대학교 대학원 공공정책학 석사
- 국민대학교 대학원 행정학과 행정학 박사 (학위논문명 - 행정종합정보화시스템의 수용에 작용하는 정보격차의 영향 분석 : 서울시 공무원의 태도를 중심으로)

## 경력
- 제24회 행정고시 합격
- 정무장관실
- 1982년 문화체육부/국무총리행정조정실
- 1985년 국무총리실 청소년대책반
- 국무총리 행정조정실장 비서관
- 1991년 - 1993년 미국 연수
- 국무총리 정무비서관
- 국무총리 정보비서관
- 국무총리 공보비서관
- 2000년 의원 면직
- 2000년 16대 국회의원 총선거 낙선
- 2000년 - 2003년 서울시청 정무부시장
- 2003년 서울 프로축구단 추진위원장
- 2004년 4월 15일: 대한민국 제17대 국회의원 선거 당선(서울 서대문구 을, 한나라당, 초선)
- 2007년 17대 대통령 선거 이명박후보 선대위 기획본부장
- 2007년 17대 대통령 선거 이명박후보 전략기획 총괄팀장
- 2007년 17대 대통령 당선자 보좌역
- 2008년 4월 9일: 대한민국 제18대 국회의원 선거 당선(서울 서대문구 을, 한나라당, 재선)
- 2012년 4월 11일: 대한민국 제19대 국회의원 선거 당선(서울 서대문구 을, 새누리당, 3선)
- 대한가수협회에 등록된 정식 가수

## 의정활동

### 제17대
- 2004년 5월 30일 ~ 2008년 5월 29일 : 제17대 국회의원 (서울 서대문구 을, 한나라당, 초선)
- 제17대 국회 개혁특별위원회 위원
- 제17대 국회 문화정책포럼 책임연구위원
- 제17대 국회 한민족통일연구회 회원
- 한일의원연맹 회원
- 제17대 국회 환경노동위원회 위원
- 제17대 국회 행정자치위원회 위원
- 한나라당 문화예술대책특별위원회 위원장
- 한나라당 장애인복지특별위원회 위원
- 한나라당 여성파워네트워크 운영위원
- 한나라당 홍보위원회 위원

### 제18대
- 2008년 5월 30일 ~ 2012년 5월 29일 : 제18대 국회의원 (서울 서대문구 을, 한나라당→새누리당, 재선)
- 제18대 국회 교육과학기술위원회 위원
- 제18대 국회 기후변화대책특별위원회 위원
- 한일의원연맹 경제과학기술위원회 위원장
- 제18대 국회 기후변화포럼 대표
- 한나라당 국민소통위원회 위원장
- 한나라당 지방선거기획 위원장
- 한나라당 최고위원
- 대한민국 국회 정보위원회 위원
- 여의도연구소장

### 제19대
- 2012년 5월 30일 ~ 2016년 5월 29일 : 제19대 국회의원 (서울 서대문구 을, 새누리당, 3선)
- 제19대 국회 전반기 기획재정위원회 위원
- 제19대 국회 전반기 국방위원회 위원
- 제19대 국회 후반기 산업통상자원위원회 위원
- 제19대 국회 후반기 국방위원 위원장

## 가족
- 前 부인 : 이화익(1957년 ~ , 미술가, 이화익 갤러리 대표)
- 족숙부 : 정성태(1915년 ~ 2000년 8월, 정치인)
- 족숙모 : 최봉진

## 저서
- 《최고의 총리 최악의 총리》
- 《한국의 보수, 비탈에 서다》(2011년)

## 음반 목록
- 2003년 - 정두언과 함께 떠나는 추억의 팝송여행(Honesty)
- 2005년 - 2집 두바퀴로 가는 행복
- 2006년 - 정두언 Best Album
- 2009년 - 4집 앨범 희망

## 논란
2016년 20대 총선 새누리당 공천과정에서, 김무성 새누리당 대표가 현역의원 40여명의 이름이 담긴 공천 살생부가 존재한다는 사실을 자신에게 알려주었다고, 인터뷰를 통해 밝혔다. 그리고 그러한 살생부의 소스가 친박계 핵심의원이 아니라 청와대 수석이라고도 주장하였다. 이 때문에 새누리당 당내에서 20대 총선 공천을 둘러싼 파문이 일어났었다.

### 저축은행 금품수수 의혹
정두언 의원은 2012년 7월 5일, 임석 솔로몬 저축은행 회장으로부터 금품을 받은 혐의로 검찰에 출두하였으며, 2013년 1월 10일, 징역 1년 6월에 추징금 1억 4000만원이 구형되었다. 같은 날 이상득 의원도 징역 3년이 구형되었다. 2013년 1월 24일에는 징역 1년을 선고받았으며, 같은 날에 이상득 의원도 징역 2년이 선고되고 7억5750만원이 추징됐다. 2013년 7월 1일 항소심 결심 공판에서는 징역 1년6월에 추징금 1억4000만원이 구형됐으며, 같은 날 이상득 전 의원도 징역 3년에 추징금 7억5750만원이 구형됐다. 2013년 7월 25일 항소심에서는 징역 10월에 추징금 1억1000만원이 선고됐다. 같은 날 이상득 전 의원도 징역 2년을 선고한 원심을 깨고 징역 1년2월에 추징금 4억5700만원이 선고됐다. 2013년 11월 23일 2심 형량 10개월을 채우고 만기 출소했다 그러나 2014년 6월 26일 대법원은 무죄 취지로 원심을 파기 환송하였으며, 2014년 11월 21일 파기 환송 심에서 최종 무죄 판결을 받았다. 2015년 3월 4일 법원은 정두언 의원에게 형사보상금 6,350만 원을 지급하였으며, 정두언 의원은 형사보상금 전액을 빈곤가정 재수생 패자부활 장학금과 코피노(Kopino)아동에게 기부하였다.

## 어록
- 이명박 정부의 대북정책을 “현 정부의 대북정책은 북한의 급변사태를 전제한 것인만큼 전면적인 재검토가 필요하다. 강경 일변도로 짜여진 대북라인과 외교 안보라인에 대한 점검이 필요하다”라고 변화의 필요성을 주장하였다.[15]
- 2011년 1월 5일 이명박 대통령에 대해서 “집권 4년차 레임덕 현상은 자연스런 현상”이라며, “지금은 눈에 보이지 않지만 올 하반기면 누구나 레임덕을 공감하게 될 것”이라고 비판하였다.[16]
- 2011년 2월 21일 머니투데이와의 인터뷰에서 이명박 정부의 결려된 민심 화합을 소재로 “당 지도부가 민심과 달리 가면 '딴나라당' 소리를 들으면서 외면당할 것”이라고 주장하였다.[17]

## 역대 선거 결과
|  | 42.68% |

|  | 45.59% |

|  | 59.07% |

|  | 49.39% |

|  | 39.87% |

## 소속 정당
| 소속 정당 | 소속 정당 | 소속 기간 | 비고      |
| --------- | --------- | --------- | --------- |
|           | 한나라당  | 2000~2002 | 정계 입문 |
|           | 무소속    | 2002~2003 | 탈당      |
|           | 한나라당  | 2003~2012 | 복당      |
|           | 새누리당  | 2012~2016 | 당명 변경 |
|           | 무소속    | 2016~2019 | 탈당 사망 |

## 수상
- 2010년 제18회 대한민국 문화연예대상 대한민국 문화대상
- 2010년 제16회 대한민국 연예예술상 특별공로상

## 같이 보기
- 서대문구 을
- 서울 서대문구의 국회의원
- 서울특별시 부시장